# Amatrice
Amatrice är en stad och kommun i provinsen Rieti i regionen Lazio i Italien. Kommunen hade 2 484 invånare (2018) och gränsar till kommunerna Accumoli, Campotosto, Cittareale, Cortino, Crognaleto, Montereale, Rocca Santa Maria och Valle Castellana. Staden är känd för nationalparken Parco nazionale del Gran Sasso Monti della Laga och den amatricianska pastasåsen med ursprung i romartiden. Stora delar av staden förstördes av en jordbävning med magnitud 6,2 den 24 augusti 2016.